# Almusafes
Almusafes (oficialmente en valenciano: Almussafes) es un municipio de la Comunidad Valenciana, España. Situada en el este de la provincia de Valencia, en la comarca de la Ribera Baja. Según el INE en 2024 contaba con 9057 habitantes. En la localidad de Almusafes se encuentra una de las mayores fábricas de automóviles de España, propiedad de la Ford Motor Company, que es además la fábrica más grande de esta empresa automovilística en Europa. Pertenece a la segunda corona del área metropolitana de Valencia.

## Geografía

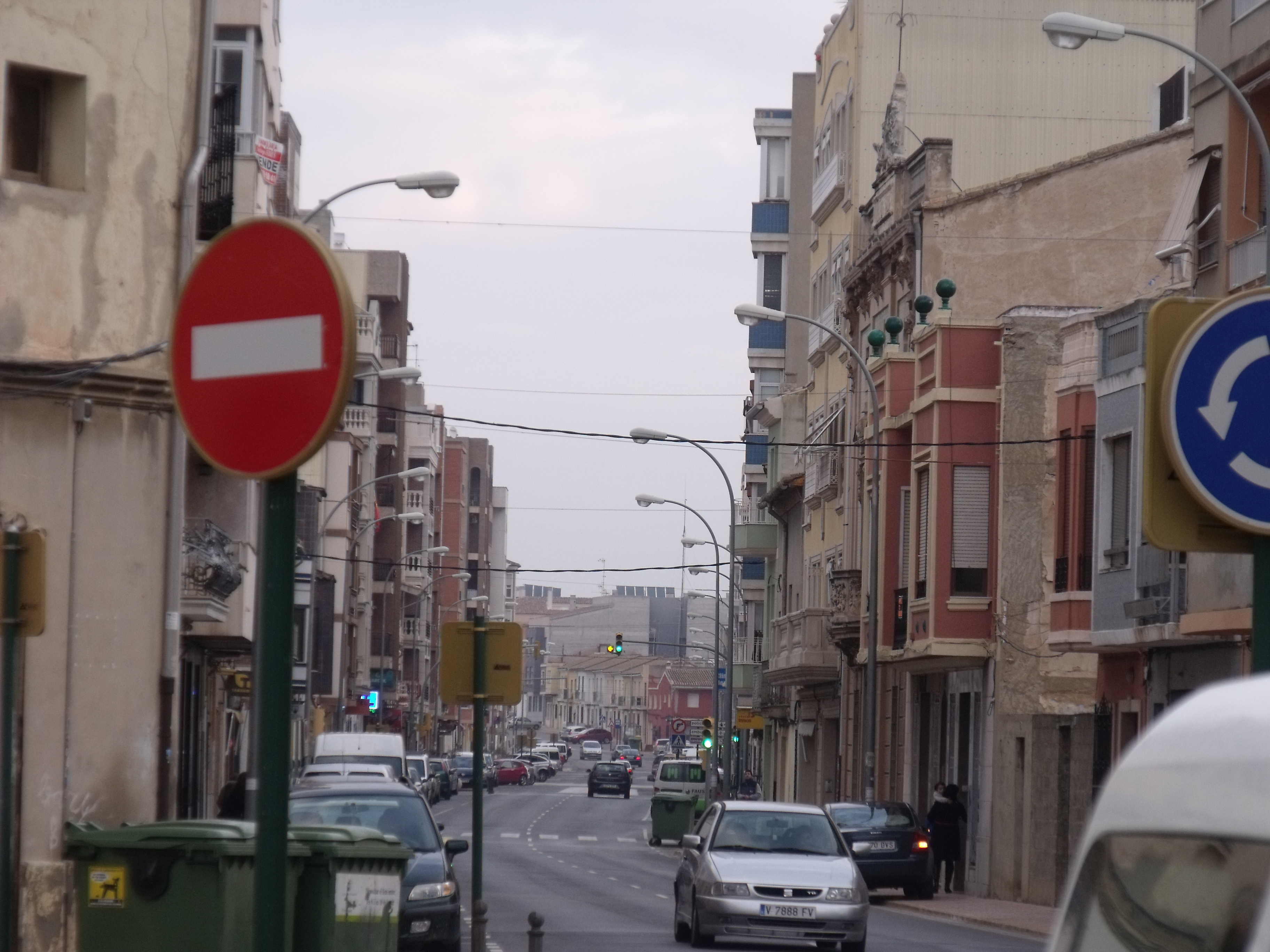
Calle de Almusafes

Se sitúa al sudeste de la laguna de la Albufera. Su superficie es completamente llana y de tierras arcillosas. El clima es mediterráneo y los vientos dominantes son los de norte, oeste y este y es este último el que ocasiona las lluvias.
Desde Valencia, se accede a esta localidad a través de la V-31 continuando por la AP-7 dirección Alicante y desviándose en la salida 532 cogiendo la carretera CV-42.
El pueblo cuenta con estación de ferrocarril de la línea C-2 de Cercanías Valencia. (RENFE). Teniendo en cuenta que la estación realmente está al otro extremo del pueblo limítrofe, Benifayó. También cuenta con un servicio de autobús operado por la compañía Autocares Bunyol, que hace las rutas entre el Centro Penitenciario de Picasent y la estación de autobuses de Valencia, en las líneas 185 y 186. Por otra parte, la estación de metro más cercana es Font d'Almaguer, por donde pasa la línea 1 de MetroValencia.
El término municipal de Almusafes limita con las localidades de Alginet, Benifayó, Picasent, Silla, Sollana todas ellas de la provincia de Valencia.

## Historia
Los primeros indicios de la existencia de Almussafes como municipio aparecen en una crónica árabe en el siglo XII. Fue originalmente un caserío musulmán, formado por varias alquerías y una torre. Almussafes fue una ciudad aduanera (en árabe mazaf, de donde proviene el nombre de la villa: Almazaf) que cobraba los derechos de tránsito de las mercancías que entraban y salían de la zona. Su estratégica posición geográfica en Valencia le otorgó un papel significativo como punto de partida, de parada y destino desde el punto de vista comercial a lo largo de los siglos.
En la actualidad, gracias a la factoría Ford, actúa como un pequeño sector económico de cierta importancia, impactando positivamente en el PIB de la Comunidad Valenciana desde su implementación.

## Toponimia
El nombre de Almusafes (oficialmente Almussafes) ha sufrido diversas variaciones a lo largo de los años. Aparece por primera vez en una crónica arábica del siglo XII y, a partir del 1238, con la llegada de Jaime I, comienzan las fuentes documentadas más fiables sobre la evolución del topónimo. Desde Almaçafes; pasando por Almaçafs, Almacofes, Almançafes y Almaçaphes; hasta el actual Almussafes que aparece por primera vez en 1281. Según Miguel Asín Palacios, Sanchis Guarner y Carme Barceló Torres, el nombre "Almussafes" podría provenir del término árabe al-mançaf, que significa "a medio camino"; consolidando aún más sus rasgos comerciales históricos.

## Símbolos
Almusafes ha tenido tres escudos a lo largo de su historia. El más antiguo tenía el escudo aragonés sobre un fondo dorado, con una corona y unas ramas de laurel limitando por arriba y los lados respectivamente.
Posteriormente, durante la Segunda República y la guerra civil, el escudo cambió e incluía figuras heráldicas y, en su parte central, se representaban los reinos de Castilla, León, Aragón y Navarra. Pero, a partir de 1939, con el régimen franquista, se recuperó el escudo aragonés y se le añadió el escudo nacional con el águila imperial.
Finalmente, en 1961, se adoptó el escudo actual. Con una armería tallada en dos cuarteros, con una torre de plata en uno y, en el otro, el báculo abacial del sable puesto en banda sobre fondo de plata. Debido a la predominancia del azul, este color es ampliamente conocido como el oficial de Almusafes.

## Demografía
Almusafes cuenta con una población de 9057 habitantes (INE 2024).
| Gráfica de evolución demográfica de Almusafes entre 1842 y 2021                                                     |
| |
| Población de derecho según los censos de población del INE Población de hecho según los censos de población del INE |

Durante la segunda mitad del siglo XX, la población del municipio aumentó en más de 50 %, debido, en gran parte, a la instalación de la factoría automovilística Ford Motor Company en la década de los 70. Este gran cambio de tendencia se registró como consecuencia del éxodo rural de jóvenes y familias de diferentes localidades españolas en busca de trabajo en la industria de las ciudades.

## Economía
La superficie cultivada representa la mayor parte de la economía local. Los terrenos son en su mayoría de regadío, se cultivan cebollas, patatas, naranjos, arroz, maíz y otras variedades de fruta y hortalizas. El riego que se utiliza en los cultivos se realiza con las aguas de la Acequia Real del Júcar; además se utiliza, desde el siglo XVIII, el caudal de la fuente del Vicario, y los de varios pozos. También cobran importancia el ganado, el vacuno, el porcino y la avícola.

#### Factoría Ford e industrias auxiliares
La actividad económica de Almusafes y las de sus poblaciones limítrofes se concentra alrededor de la factoría de automóviles Ford Motor Company. Su origen se remonta a 1973 cuando la multinacional estadounidense entonces dirigida por Henry Ford II decidió adquirir 636 huertos en la comarca con una extensión total de 270 hectáreas. La empresa pidió reducir la cuota de componentes nacionales del 90 % al 50 %, a cambio de comprometerse a exportar el 66 % de la producción a otros países de Europa. Su inauguración fue el 18 de octubre de 1976 con el lanzamiento del Ford Fiesta, que se produjo allí hasta 2012.
Allí se han fabricado más de 9 millones de vehículos, y ha servido como base europea de la fabricación y exportación de varios de los modelos de su gama. En la actualidad se encarga de fabricar el Ford Kuga, y en el pasado reciente han salido los siguientes modelos: Ford Focus, Ford Fiesta, Ford Mondeo, Ford C-Max, Ford S-Max, Ford Galaxy y Ford Transit Connect.
La factoría de Ford ofrece empleo directo a 6000 personas, mientras que la industria auxiliar ocupa a unos 5000 trabajadores adicionales. La cuota de Ford Motor en el producto interior bruto de la Comunidad Valenciana asciende al 11,24 %.

## Administración y política
El actual alcalde del municipio es Toni González Rodríguez, del PSPV-PSOE.
| Periodo   | Nombre                                                                         | Partido             |
| --------- | ------------------------------------------------------------------------------ | ------------------- |
| 1979-1983 | Vicente Escrivá Ribes                                                          | Grupo Independiente |
| 1983-1987 | Vicente Escrivá Ribes                                                          | PSPV-PSOE           |
| 1987-1991 | Vicente Escrivá Ribes                                                          | PSPV-PSOE           |
| 1991-1995 | Vicente Escrivá Ribes                                                          | PSPV-PSOE           |
| 1995-1999 | Vicent Escrivà Ribes (1995-1997) Josep Chaqués Pérez (1997-1999)               | PSPV-PSOE BLOC      |
| 1999-2003 | Josep Chaqués Pérez                                                            | BLOC                |
| 2003-2007 | Mª Ángeles Lorente Iglesias                                                    | PSPV-PSOE           |
| 2007-2011 | Mª Carmen Santos Juanes Fuster (2007-2009) Albert Girona Albuixech (2009-2011) | PP Compromís        |
| 2011-2015 | Albert Girona Albuixech                                                        | Compromís           |
| 2015-2019 | Toni González Rodríguez                                                        | PSPV-PSOE           |
| 2019-2023 | Toni González Rodríguez                                                        | PSPV-PSOE           |
| 2023-act. | Toni González Rodríguez                                                        | PSPV-PSOE           |

## Cultura

### Gastronomía
Los platos típicos de la localidad de Almusafes se basan en la variedad tradicional de elaborar arroces. Podemos encontrar el rossejat d'arròs (vulgarmente conocido como arròs sejat), el suc d'anguila (o también conocido como all i pebre d'anguila en otras localidades valencianas) o el bocadillo almusafense (con sobrasada, cebolla frita y queso fundido). Entre los dulces típicos que se puede degustar en Almusafes son: el panet de San Blai, el arnadí de calabaza o los pastelitos de boniato.

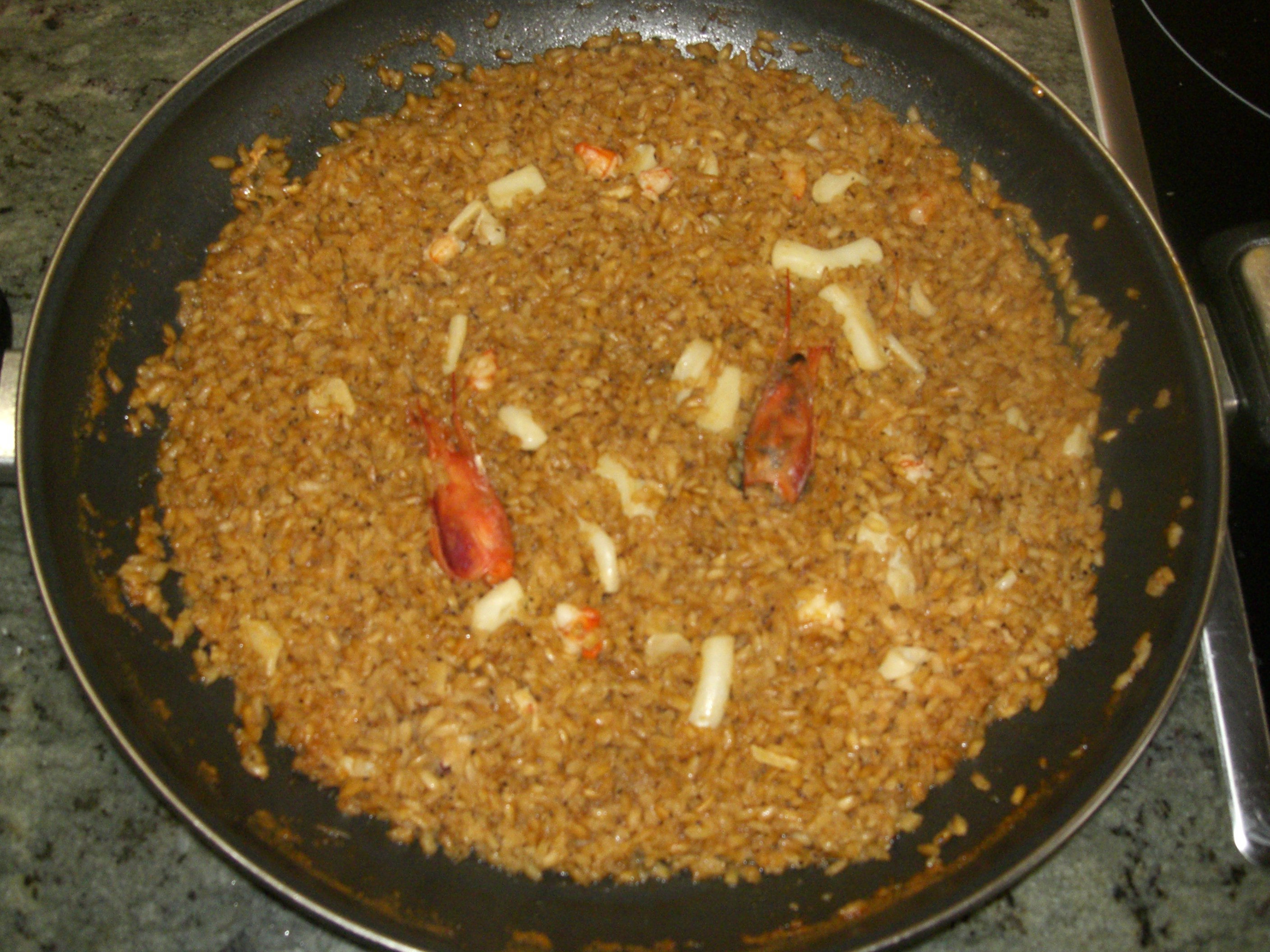
Rossejat d'arròs
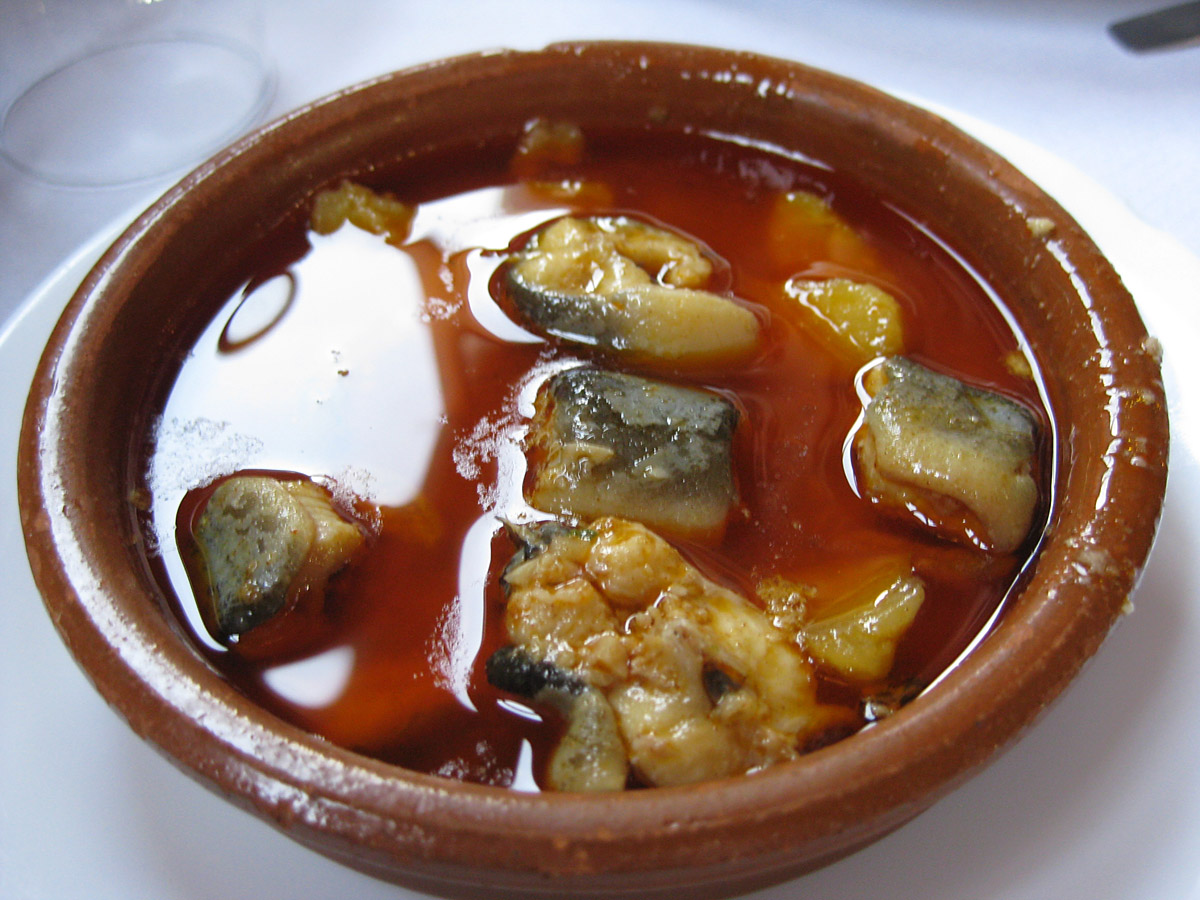
Suc d'anguila (o all i pebre)
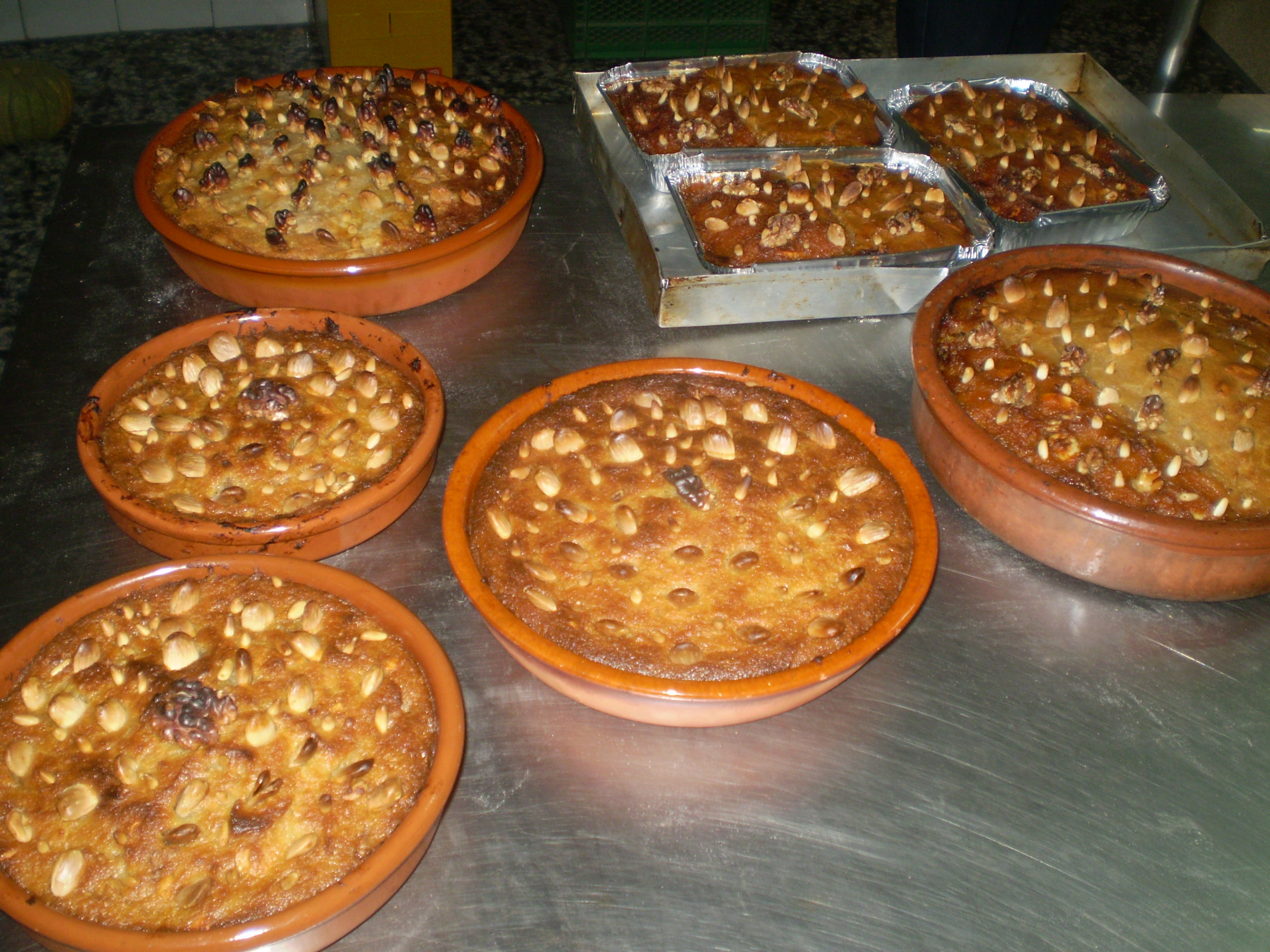
Arnadí de calabaza

### Patrimonio

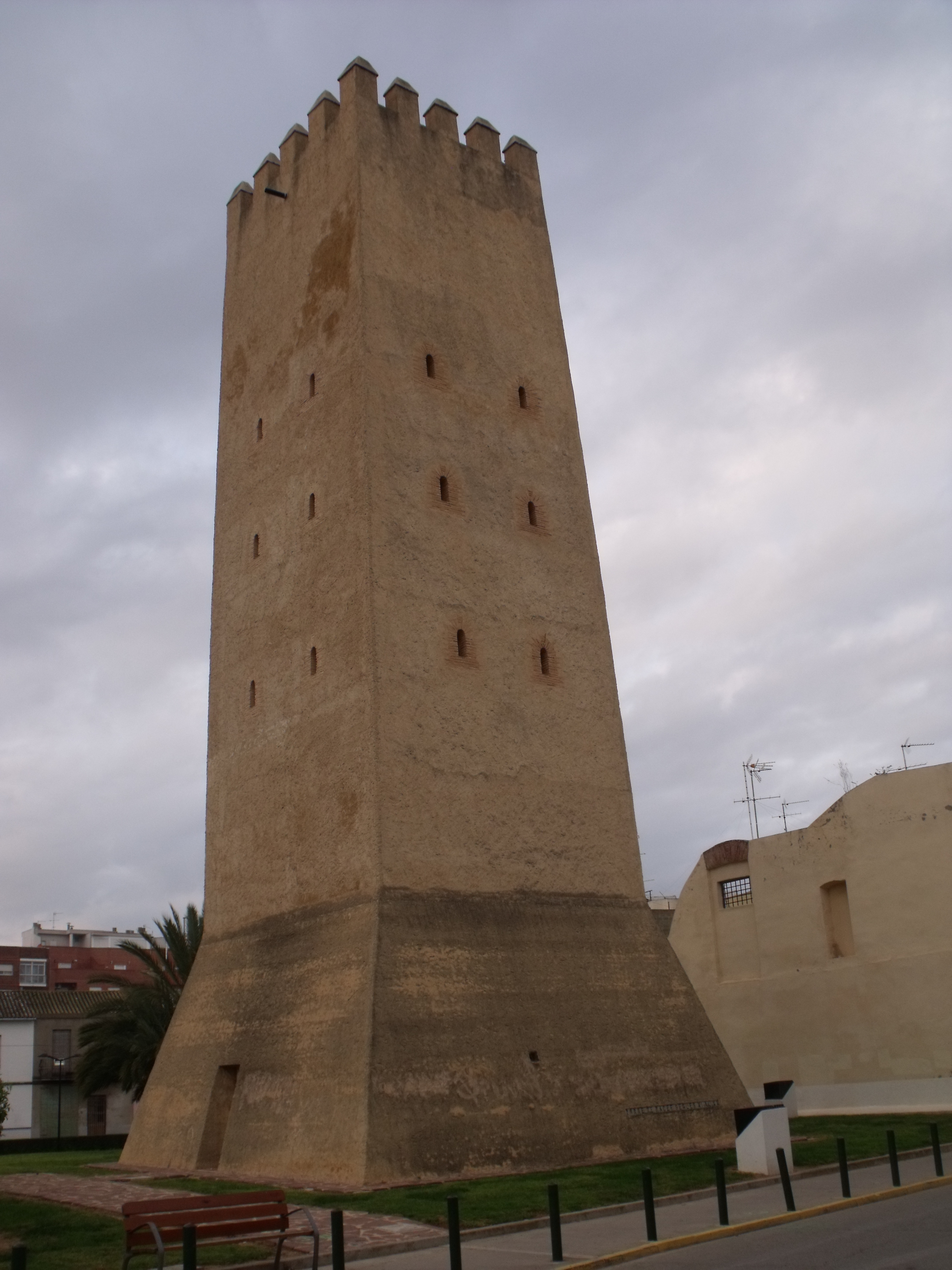
Torre Racef

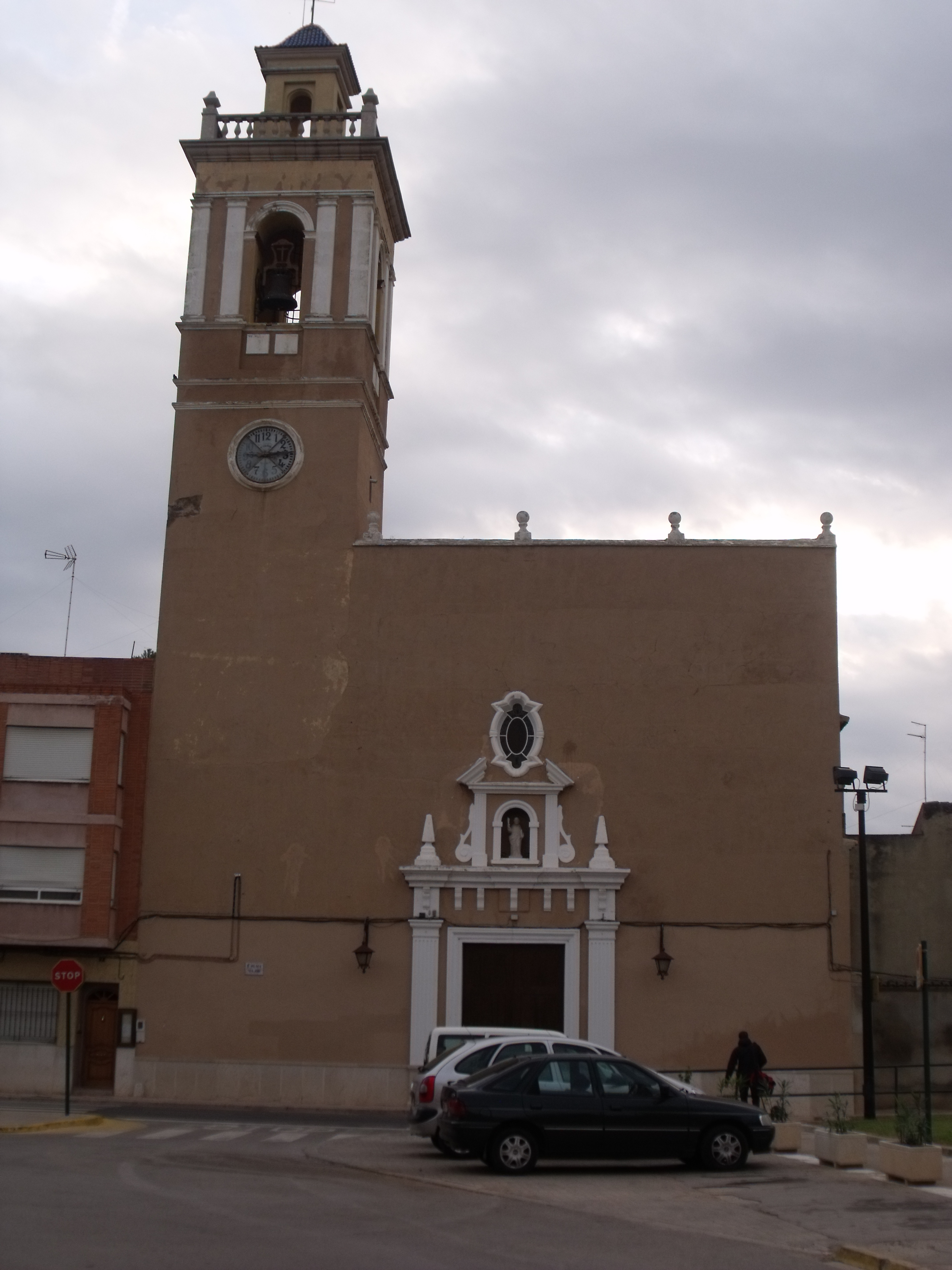
Iglesia de San Bartolomé

- Iglesia parroquial: dedicada a San Bartolomé Apóstol, es de estilo churrigueresco, y en ella hay varias esculturas de Esteve (1782). Edificada en el 1788 tras la separación con la parroquia de Benifayó, se trata de un edificio neoclásico donde se pueden encontrar pinturas atribuidas a Colomí que fueron rehechos por Cardells tras la desaparición de los originales durante la guerra civil española. La torre campanario y el corazón se localizan a los pies de la planta de un solo cuerpo; y en la portada podemos encontrar una vidriera en óculo mixtilíneo. Además, durante la contienda del 1936-1939, la iglesia que había sido empleada como almacén para el pueblo, sufrió gravemente un gran deterioro. No obstante, durante la posguerra hasta hoy, la parroquia, la Diputación y el Ayuntamiento han invertido grandes cantidades de capital para su reconstrucción y mantenimiento.[19]
- Túneles: la torre árabe, junto con las otras dos, poseen un túnel, el cual permitía una conexión subterránea entre las 3 torres arábes vigías; que también servía como medida de protección. Estos túneles conservan restos de épocas musulmanas como armas, o tinajas llenas de aceite para las conservas. [cita requerida]
- Torre Racef: de los siglos IX al XI.[20] De origen musulmán, sirvió para vigilar y comunicar los diferentes núcleos de población. Junto con otras torres de vigilancia como las de Sollana o Benifayó, la Torre Racef fue la principal protagonista de la conquista del rey Jaime I de Aragón.[19]

### Fiestas
- Fiestas patronales: se celebra la fiesta en honor del patrón, San Bartolomé, el 13 de julio y a la Santísima Cruz el 16 de julio.[21] Estos días también se celebran la Fiesta de las Clavariesas en honor de la Divina Pastora, el 14 de julio, y la Fiesta de los Clavarios en honor a la Divina Aurora, el 15 de julio.[22]
- San Antonio Abad: se celebra el 17 de enero. En su nombre se hace la hoguera y al domingo siguiente los actos tradicionales como la bendición de los animales.
- San José: actualmente hay tres fallas. Falla Primitiva, Falla La Torre y Falla Mig Camí.
- Semana Santa.
- Pascua: se celebra en el mes de abril con la tradicional feria.
- Fiesta Virgen de los Desamparados: se celebra la fiesta en honor a la patrona de la Comunidad Valenciana el 10 de mayo.
- Festival Internacional de Magia: Se celebra un encuentro que conmemora el Día Mundial de la Magia mediante la intervención de la Asociación Valenciana de Ilusionismo (AVI)[23] en abril.